# Олимпийская сборная Швеции по футболу
Олимпийская сборная Швеции по футболу (швед. Sweden Olympic football team) — команда, представляющая Швецию на Олимпийских играх. В заявку сборной могут включаться игроки не старше 23 лет, за исключением трёх футболистов, которые могут быть старше этого возраста.
Официально, как олимпийская сборная команда отправилась на Олимпийские игры 1986 года, где достигла 1/4 турнира. Через четыре года команда вновь прошла квалификацию и повторила успех четырёхлетней давности. В 2016 году олимпийская команда приняла участие в играх в Рио-де-Жанейро, но не смогла выйти из группы. 
В 1908 году Швецию впервые приняла участие в Олимпийских играх, но с 1908 по 1980 год за команду могли играть только футболисты-любители, которые не выступали за основную сборную на чемпионатах мира.

## Статистика выступлений

### Олимпийские игры
| Показатели выступлений на Олимпийских играх | Показатели выступлений на Олимпийских играх | Показатели выступлений на Олимпийских играх | Показатели выступлений на Олимпийских играх | Показатели выступлений на Олимпийских играх | Показатели выступлений на Олимпийских играх | Показатели выступлений на Олимпийских играх | Показатели выступлений на Олимпийских играх | Показатели выступлений на Олимпийских играх |                        |
| Год                                         | Раунд                                       | Место                                       | М                                           | В                                           | Н                                           | П                                           | МЗ                                          | МП                                          |                        |
| ------------------------------------------- | ------------------------------------------- | ------------------------------------------- | ------------------------------------------- | ------------------------------------------- | ------------------------------------------- | ------------------------------------------- | ------------------------------------------- | ------------------------------------------- | ---------------------- |
| 1908-1980                                   | см. Сборная Швеции по футболу               | см. Сборная Швеции по футболу               | см. Сборная Швеции по футболу               | см. Сборная Швеции по футболу               | см. Сборная Швеции по футболу               | см. Сборная Швеции по футболу               | см. Сборная Швеции по футболу               | см. Сборная Швеции по футболу               |                        |
| 1984                                        | Не прошли квалификацию                      | Не прошли квалификацию                      | Не прошли квалификацию                      | Не прошли квалификацию                      | Не прошли квалификацию                      | Не прошли квалификацию                      | Не прошли квалификацию                      | Не прошли квалификацию                      | Не прошли квалификацию |
| 1988                                        | 1/4 финала                                  | 6                                           | 4                                           | 2                                           | 1                                           | 1                                           | 7                                           | 5                                           |                        |
| 1992                                        | 1/4 финала                                  | 5                                           | 4                                           | 1                                           | 2                                           | 1                                           | 6                                           | 3                                           |                        |
| 1996                                        | Не прошли квалификацию                      | Не прошли квалификацию                      | Не прошли квалификацию                      | Не прошли квалификацию                      | Не прошли квалификацию                      | Не прошли квалификацию                      | Не прошли квалификацию                      | Не прошли квалификацию                      | Не прошли квалификацию |
| 2000                                        | Не прошли квалификацию                      | Не прошли квалификацию                      | Не прошли квалификацию                      | Не прошли квалификацию                      | Не прошли квалификацию                      | Не прошли квалификацию                      | Не прошли квалификацию                      | Не прошли квалификацию                      | Не прошли квалификацию |
| 2004                                        | Не прошли квалификацию                      | Не прошли квалификацию                      | Не прошли квалификацию                      | Не прошли квалификацию                      | Не прошли квалификацию                      | Не прошли квалификацию                      | Не прошли квалификацию                      | Не прошли квалификацию                      | Не прошли квалификацию |
| 2008                                        | Не прошли квалификацию                      | Не прошли квалификацию                      | Не прошли квалификацию                      | Не прошли квалификацию                      | Не прошли квалификацию                      | Не прошли квалификацию                      | Не прошли квалификацию                      | Не прошли квалификацию                      | Не прошли квалификацию |
| 2012                                        | Не прошли квалификацию                      | Не прошли квалификацию                      | Не прошли квалификацию                      | Не прошли квалификацию                      | Не прошли квалификацию                      | Не прошли квалификацию                      | Не прошли квалификацию                      | Не прошли квалификацию                      | Не прошли квалификацию |
| 2016                                        | Групповой этап                              | 15                                          | 3                                           | 0                                           | 1                                           | 2                                           | 2                                           | 4                                           |                        |
| 2020                                        | Не прошли квалификацию                      | Не прошли квалификацию                      | Не прошли квалификацию                      | Не прошли квалификацию                      | Не прошли квалификацию                      | Не прошли квалификацию                      | Не прошли квалификацию                      | Не прошли квалификацию                      | Не прошли квалификацию |
| 2024                                        | Не прошли квалификацию                      | Не прошли квалификацию                      | Не прошли квалификацию                      | Не прошли квалификацию                      | Не прошли квалификацию                      | Не прошли квалификацию                      | Не прошли квалификацию                      | Не прошли квалификацию                      | Не прошли квалификацию |
| Итого                                       | 1/4                                         | 3/11                                        | 11                                          | 3                                           | 4                                           | 4                                           | 15                                          | 12                                          |                        |